# Roanne
Roanne (også Rouana) er en by og kommune øst Frankrig. Roanne er sous-préfecture (underpræfektur) i departementet Loire i regionen Auvergne-Rhône-Alpes, og har cirka 40.000 indbyggere. Byen ligger 90 km nordvest for Lyon ved floden Loire.

## Økonomi
Roanne er kendt for gastronomi, tekstil, jordbrug og for produktion af kampvogne[kilde mangler].